# アルテイショ

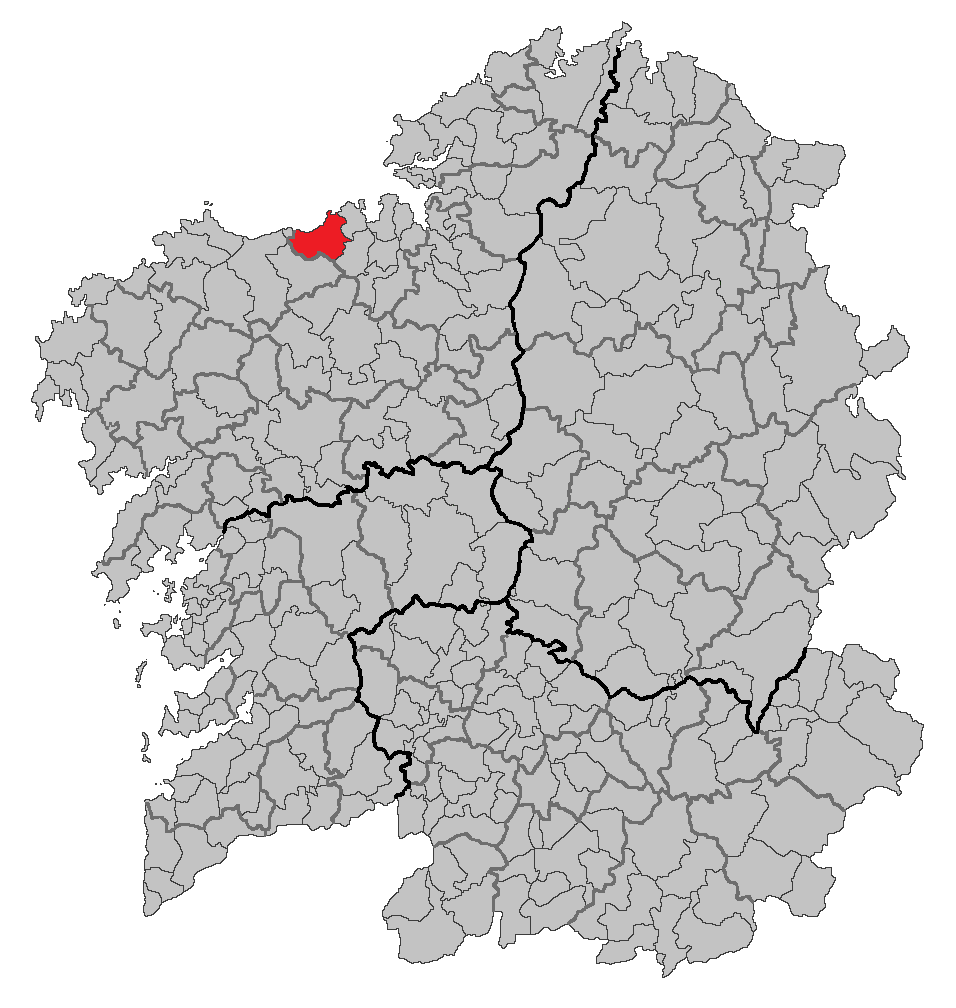

アルテイショ（Arteixo）はスペイン、ガリシア州、ア・コルーニャ県の自治体。コマルカ・ダ・コルーニャに属する。アルテイショについてのもっとも古い記録は、セラノーバの修道院の古文書「トンボ・デ・モステイロ・デ・セラノーバ」で、942年のことである。ア・コルーニャ、クジェレード、ア・ララーチャの各自治体と境界をなす。大西洋に面している。ガリシア統計局によると、2012年の人口は30,725人（2011年：30,482人、2010年：30,255人、2009年：29,762人、2008年：28,961人、2007年:27,713人、2006人:26,739人、2005年:26,272人、2004年:25,295人）。住民呼称は、arteixán/-xá。カスティーリャ語による表記はArteijo（アルテイホ）。
ガリシア語話者の自治体住民に占める割合は89.72％（2001年）。

## 地理
アルテイショはア・コルーニャ県の北部に位置し、コマルカ・ダ・コルーニャに属する。北は大西洋に面し、東はア・コルーニャとクジェレード、南から西にかけてがア・ララーチャと、西がカルバージョの各自治体と隣接している。自治体中心地区はアルテイショ教区のアルテイショ地区。
アルテイショはア・コルーニャ司法管轄区に属す。

### 人口
住民は13の教区の121の地区（集落）に居住する。
| アルテイショの人口推移 1900－2010                       |
|                                                         |
| 出典:INE（スペイン国立統計局）1900年 - 1991年、1996年 - |

## 経済
自治体内にはガリシア州で最も重要な工業団地のひとつ、サボン工業団地（polígono de Sabón）があり、その面積は300万平方mにおよび、100以上の企業に、4,500人以上が働いている。
アルテイショには世界的なファッションブランドとなったザラ（ガリシア語・スペイン語ではサラ）を展開するアパレルメーカーインディテックス社の本社がある。
また、スズ、チタン、タングステンなどの鉱物資源を有する。
また隣接するア・コルーニャとの境界地域にはレプソル社やCLH社（Compañía Logística de Hidrocarburos）の石油精製施設が立地している。
現在プンタ・ラゴステイラ半島にはア・コルーニャの外港が2012年の完成を目指して、建設中で、その規模は3.5kmの長さを有し、スペインでも最大規模の港である。

## 政治
自治体首長はガリシア国民党（PPdeG）のホセ・カルロス・カルベーロ・マルティネス（José Carlos Calvelo Martínez）、自治体評議員は、ガリシア国民党：11、TEGA：4、ガリシア民族主義ブロック（BNG）:3、ガリシア社会党：3となっている（2011年5月22日の自治体選挙結果、得票順）。
| 1999年6月13日自治体選挙 |        |        |          |
| 政党                    | 得票数 | 得票率 | 獲得議席 |
| PPdeG                   | 5,910  | 55.99% | 13       |
| PSdeG-PSOE              | 2,587  | 24.51% | 5        |
| BNG                     | 1,242  | 11.77% | 2        |
| LUCES                   | 606    | 5.74%  | 1        |
| その他                  | 58     | 0.55%  | 0        |

| 2003年5月25日自治体選挙 |        |        |          |
| 政党                    | 得票数 | 得票率 | 獲得議席 |
| PPdeG                   | 6,361  | 51.13% | 12       |
| PSdeG-PSOE              | 3,197  | 25.70% | 5        |
| BNG                     | 2,180  | 17.52% | 4        |
| FPG                     | 427    | 3.43%  | 0        |

| 2007年5月27日自治体選挙 |        |        |          |
| 政党                    | 得票数 | 得票率 | 獲得議席 |
| PPdeG                   | 4,632  | 34.44% | 8        |
| PSdeG-PSOE              | 3,192  | 23.74% | 5        |
| TEGA                    | 3,054  | 22.71% | 5        |
| BNG                     | 2,292  | 17.04% | 3        |

| 2011年5月22日自治体選挙 |        |        |          |
| 政党                    | 得票数 | 得票率 | 獲得議席 |
| PPdeG                   | 6,566  | 47.30% | 11       |
| TEGA                    | 2,473  | 17.81% | 4        |
| BNG                     | 2,185  | 15.74% | 3        |
| PSdeG-PSOE              | 2,165  | 15.60% | 3        |

## 教区
アルテイショは13の教区に分けられる。太字は自治体中心地区のある教区。
- アルメントン（サン・ペドロ）
- アルテイショ（サンティアーゴ）
- バラニャン（サン・シアン）
- チャミン（サンタイア）
- ラーニャス（サンタ・マリーニャ）
- ラリン（サント・エステーボ）
- ロウレーダ（サンタ・マリーア）
- モンテアグード（サン・トメ）
- モラス（サント・エステーボ）
- オセイロ（サン・ティルソ）
- パストリーサ（サンタ・マリーア）
- ソリーソ（サン・ペドロ）
- スエーボス（サン・マルティーニョ）

## 出身著名人
- マヌエル・ムルギア（1833 - 1923） - 歴史家、レアル・アカデミア・ガレーガの創立者。
- アルセニオ・イグレシアス・パルド（1930 - ） - 元サッカー選手、元サッカー指導者。